# Whiskey in the Jar
Whiskey in the Jar (engl. für: „Whiskey im Krug“) ist ein irisches Volkslied, das unter anderem von Thin Lizzy, Roger Whittaker, Metallica, Gary Moore, den Dubliners, Phil Coulter, Grateful Dead, den Pogues, Bryan Adams, Pulp, Smokie, Rednex, Paddy Goes to Holyhead, Fiddler’s Green, Santiano und Valetti interpretiert wurde. Das Lied stammt vermutlich ursprünglich aus dem 17. oder 18. Jahrhundert. Der Autor ist unbekannt. Klaus und Klaus verwendeten 1987 die Melodie von Whiskey in the Jar für ihren Schlager Rum Buddel Rum.

## Inhalt
Das Lied erzählt in der Ich-Form von einem Räuber, der in den Bergen bei einem Überfall auf einen (britischen) Offizier gute Beute macht, anschließend aber von einer Frau, zu der er eine Liebesbeziehung unterhält, verraten und nachfolgend verhaftet wird. Ort der Ereignisse ist der Südwesten Irlands, als Ortsbezeichnungen finden sich unter anderem Cork, Kerry, Kilkenny oder Killarney. Insgesamt gibt es sieben Strophen, die aber nur in wenigen Varianten vollständig zu hören sind. Ein Beispiel hierfür ist Gilgarra Mountain von Peter, Paul and Mary, veröffentlicht 1965 auf ihrem Album A Song Will Rise. Ansonsten werden Strophen weggelassen oder inhaltlich miteinander kombiniert. Es gibt eine kaum überschaubare Zahl von Varianten, mit abweichenden Texten oder Namen.
Nach jeder Strophe wird ein Refrain gesungen, in dem der namensgebende irische Whiskey erwähnt wird. In älteren Fassungen befindet sich dieser statt in einem Krug (engl. jar) in einem Glasballon (engl. john für demijohn) oder einer Bar.
Die sieben Strophen haben folgende Inhalte:
- Erfolgreicher Überfall mit Pistole und Rapier
- Heimkehr mit der Beute (a pretty penny)
- Während der Protagonist schläft, macht die Frau seine Waffen unschädlich und verrät ihn dann.
- Verhaftung im Morgengrauen
- Im Gefängnis: teilweise gelingt es ihm durch Niederschlagen des Wärters zu flüchten, ansonsten verbleibt er dort in Ketten (ball and chain)
- Vom Bruder, der irgendwo bei der Armee ist, verbunden mit dem Wunsch, wieder wie früher gemeinsam die Gegend zu durchstreifen.
- Grundsätzliche Überlegungen zur Freizeitgestaltung: Der Ich-Erzähler bevorzugt es, Bier zu trinken und Frauen nachzustellen, andere hingegen Sport (Hurling), Angeln, Wetten oder Spielen.

## Verbindung zurBeggar’s Opera
Alan Lomax spekuliert in seinem Buch Folk Songs of North America (1975) über eine Verbindung zu John Gays 1728 uraufgeführter Oper Beggar’s Opera. Es gab jedoch im 18. und 19. Jahrhundert viele Lieder ähnlichen Inhalts wie Whiskey in the Jar. Auch waren im London zur Zeit Gays zahlreiche Straßenräuber unterwegs, die ihm als Inspiration gedient haben könnten.

## Coverversion von Thin Lizzy
1972 coverte die irische Rockband Thin Lizzy Whiskey in the Jar und veröffentlichte es als Single. Die Version erreichte unter anderem Platz sieben in Deutschland sowie die Spitze der irischen Charts.
| ChartsChartplatzierungen     | Höchstplatzierung | Wochen |
| ---------------------------- | ----------------- | ------ |
| Deutschland (GfK)            | 7 (24 Wo.)        | 24     |
| Irland (IRMA)                | 1 (17 Wo.)        | 17     |
| Vereinigtes Königreich (OCC) | 6 (12 Wo.)        | 12     |

| ChartsJahrescharts (1973) | Platzierung |
| ------------------------- | ----------- |
| Deutschland (GfK)         | 18          |

## Coverversion von Metallica
Im Jahr 1998 veröffentlichte die US-amerikanische Metal-Band Metallica eine Coverversion des Lieds im Heavy-Metal-Stil auf ihrer Kompilation Garage Inc. Am 1. Februar 1999 erschien der Song auch als Single samt Musikvideo, in dem die Band das Stück auf einer Hausparty spielt. Es erreichte unter anderem Platz 23 der deutschen Charts.
| ChartsChartplatzierungen     | Höchstplatzierung | Wochen |
| ---------------------------- | ----------------- | ------ |
| Deutschland (GfK)            | 23 (18 Wo.)       | 18     |
| Österreich (Ö3)              | 30 (8 Wo.)        | 8      |
| Schweiz (IFPI)               | 55 (1 Wo.)        | 1      |
| Vereinigtes Königreich (OCC) | 29 (2 Wo.)        | 2      |

| ChartsJahrescharts (1999) | Platzierung |
| ------------------------- | ----------- |
| Deutschland (GfK)         | 97          |

Auszeichnungen für Musikverkäufe
Die Single wurde 2023 für mehr als 250.000 verkaufte Einheiten in Deutschland mit einer Goldenen Schallplatte ausgezeichnet.
| Land/Region                  | Auszeichnungen für Musikverkäufe (Land/Region, Auszeichnung, Verkäufe) | Verkäufe |
| ---------------------------- | ---------------------------------------------------------------------- | -------- |
| Australien (ARIA)            | 2× Platin                                                              | 140.000  |
| Dänemark (IFPI)              | Gold                                                                   | 45.000   |
| Deutschland (BVMI)           | Gold                                                                   | 250.000  |
| Neuseeland (RMNZ)            | Platin                                                                 | 30.000   |
| Norwegen (IFPI)              | Gold                                                                   | 10.000   |
| Schweden (IFPI)              | Gold                                                                   | 15.000   |
| Spanien (Promusicae)         | Gold                                                                   | 30.000   |
| Vereinigtes Königreich (BPI) | Gold                                                                   | 400.000  |
| Insgesamt                    | 6× Gold · 3× Platin ·                                                  | 920.000  |

Hauptartikel: Metallica/Auszeichnungen für Musikverkäufe